# Margaret Kipkemboi
Margaret Chelimo Kipkemboi (* 9. Februar 1993 im Nandi County) ist eine kenianische Langstreckenläuferin, die sich auf den 5000-Meter-Lauf spezialisiert hat. Ihre größten Erfolge feierte sie mit dem Gewinn der Silbermedaille über 5000 Meter bei den Weltmeisterschaften 2019 sowie mit der Bronzemedaille über 10.000 Meter bei den Weltmeisterschaften 2022.

## Sportliche Laufbahn
Erste internationale Erfahrungen sammelte Margaret Kipkemboi bei den Jugendweltmeisterschaften 2009 in Brixen, bei denen sie im 800-Meter-Lauf mit 2:15,01 min in der ersten Runde ausschied. Bei den Crosslauf-Weltmeisterschaften 2015 in Guiyang gelangte sie in 27:32 min auf den 13. Platz. Zudem siegte sie in 15:30,15 min bei den Afrikaspielen in Brazzaville im 5000-Meter-Lauf. Im Jahr darauf gewann sie bei den Afrikameisterschaften in Durban in 15:07,56 min die Silbermedaille hinter ihrer Landsfrau Sheila Chepkirui. 2017 nahm sie an den Weltmeisterschaften in London teil und wurde dort mit 14:48,74 min im Finale Fünfte. Im Jahr darauf gewann sie bei den Commonwealth Games im australischen Gold Coast in 15:15,08 min hinter ihrer Landsfrau Hellen Obiri die Silbermedaille. 2019 erreichte sie bei den Weltmeisterschaften in Doha das Finale über 5000 Meter und gewann dort in 14:27,49 min die Silbermedaille hinter Obiri. 2021 wurde sie bei der Doha Diamond League in 8:28,27 min Zweite im 3000-Meter-Lauf und bei den Bislett Games in Oslo gelangte sie mit 14:28,24 min auf Rang drei über 5000 Meter. Ende August wurde sie beim Meeting de Paris in 8:21,53 min Dritte über 3000 Meter und anschließend siegte sie in 14:55,27 min über 5000 Meter beim Kip Keino Classic. Im Jahr darauf siegte sie in 1:05:26 h beim Barcelona-Halbmarathon und im Juli gewann sie bei den Weltmeisterschaften in Eugene über die 10.000 Meter mit einer neuen persönlicher Bestzeit von 30:10,07 min die Bronzemedaille hinter der Äthiopierin Letesenbet Gidey und ihrer Landsfrau Hellen Obiri. Anschließend wurde sie beim Memoriał Kamili Skolimowskiej in 8:40,96 min Dritte über 3000 Meter.
2023 wurde sie bei den Bislett Games in 8:26,14 min Dritte über 3000 Meter und belegte dann bei den Weltmeisterschaften in Budapest mit 14:56,62 min im Finale den vierten Platz über 5000 Meter. Im Oktober siegte sie beim Valencia-Halbmarathon in einer persönlichen Bestzeit von 1:04:46 h. Im Jahr darauf gewann sie bei den Crosslauf-Weltmeisterschaften 2024 in Belgrad in 31:09 min die Bronzemedaille im Einzelbewerb hinter ihren Landsfrauen Beatrice Chebet und Lilian Kasait Rengeruk und sicherte sich in der Teamwertung die Goldmedaille. Im August belegte sie bei den Olympischen Sommerspielen in Paris in 14:32,23 min im Finale den fünften Platz über 5000 Meter und wurde in 30:44,58 min Vierte über 10.000 Meter. Anschließend siegte sie in 1:05:11 h beim Kopenhagen-Halbmarathon.

## Persönliche Bestzeiten
- 800 Meter: 2:07,3 min, 8. Juni 2012 in Nairobi
- 1500 Meter: 4:06,94 min, 5. Juli 2021 in Tomblaine
- 3000 Meter: 8:21,53 min, 28. August 2021 in Paris
- 5000 Meter: 14:23,67 min, 9. Juni 2023 in Paris
- 10.000 Meter: 29:27,59 min, 25. Mai 2024 in Eugene
- Halbmarathon: 1:04:46 h, 22. Oktober 2023 in Valencia